# اورسولا کوربرو
اورسولا کوربرو دلگادو (اسپانیایی: Úrsula Corberó Delgado‎؛ زادهٔ ۱۱ اوت ۱۹۸۹) بازیگر اهل اسپانیا است. او در اسپانیا با بازی نقش روث گومِـس در سریال درام نوجوانان فیزیک یا شیمی (۲۰۱۰–۲۰۰۸)، مارگارت آستوریاس در سریال داستانی تاریخی ایزابل (۲۰۱۴) و مارتا در فیلم کمدی شب‌زنده‌داری دخترانه (۲۰۱۵) شناخته شد. او با بازی در نقش توکیو در سریال درام جنایی خانه کاغذی (۲۰۲۱–۲۰۱۷) شهرت بین‌المللی به‌دست‌آورد. وی اولین حضور در هالیوود را در فیلم ابر قهرمانی چشمان مار: منشأ جی.آی. جو (۲۰۲۱) انجام داد. 

## ابتدای زندگی
اورسولا کوربرو دلگادو در ۱۱ اوت ۱۹۸۹ در بارسلون متولد شد. وی دختر «استر دلگادو» یک مغازه‌دار و «پدرو کوربرو» یک نجار است. او اصالتاً کاتالان است و در سانت پره د ویلاماژور بزرگ شده‌است. او خواهری به‌نام مونیکا دارد. اورسولا از سن شش سالگی می‌دانست که می‌خواهد بازیگر شود و بعدها در تبلیغات تجاری ظاهر شد. او نخستین نقش خود را در ۱۳ سالگی ایفا کرد و در کلاس‌های بازیگری و همچنین کلاس‌های رقص فلامنکو و جاز شرکت کرد.

## چهره عمومی

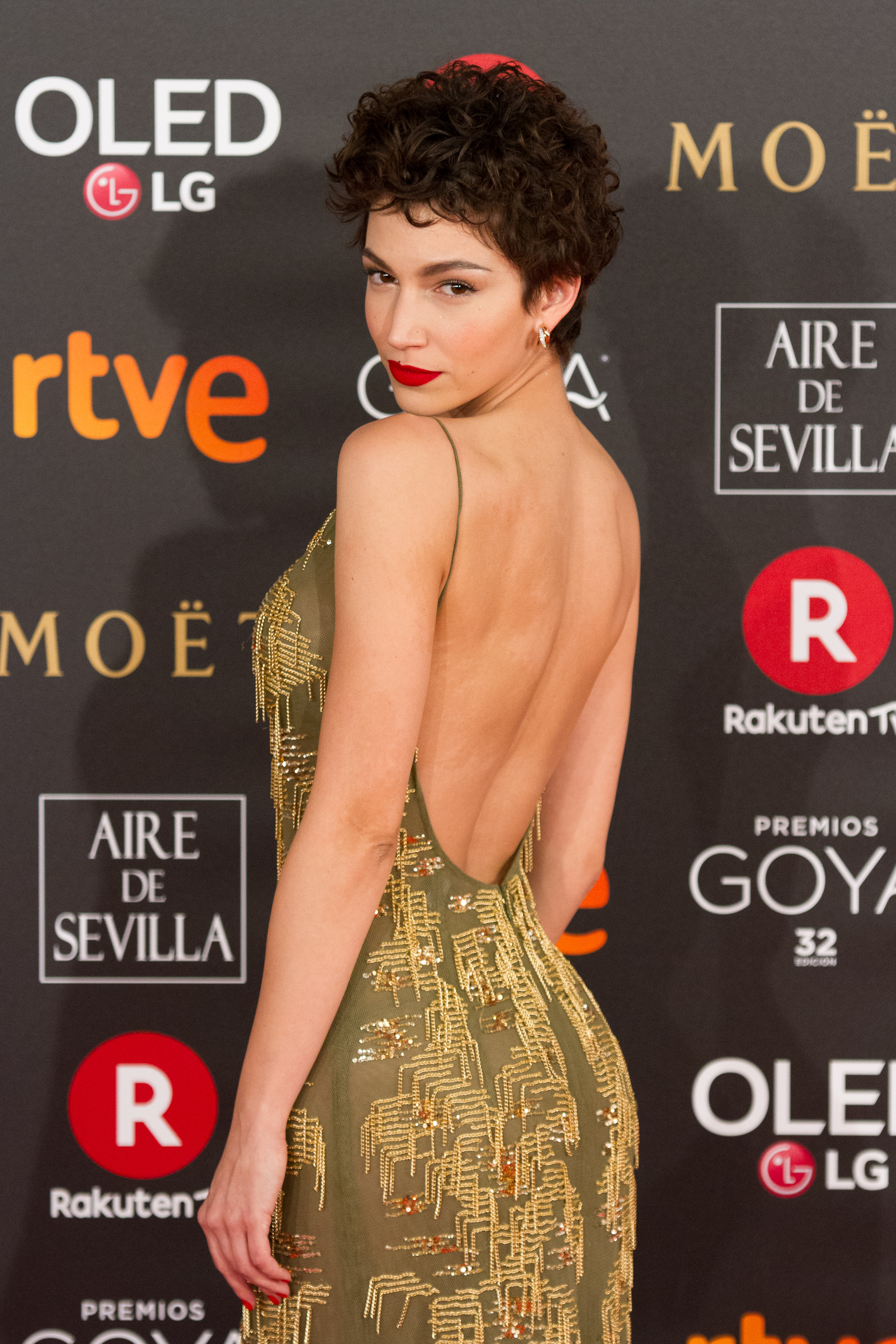
اورسولا کوربرو دلگادو در سال ۲۰۱۸

کوربرو از اکتبر ۲۰۱۸ سفیر «فیورِوِر کالکشن» بولگاری بوده‌است. او در طول سال‌ها چهره تبلیغاتی چندین برند مانند تمپاکس (۲۰۱۱ و ۲۰۱۴)، استرادیواریوس (۲۰۱۴)، میبلین (از ۲۰۱۵ تا ۲۰۱۷)، کالزدونیا (۲۰۱۵) و فالابلا بوده‌است. او «هاراجوکو کالکشن» را در سال ۲۰۱۸ برای برند عینک «مولتی‌اُپتیکاس» ایجاد کرد.
کوربرو در سال ۲۰۲۰ در طول کارزار «ژاکموس در خانه» (#JacquemusAtHome)، مدلِ عکاسیِ طراحِ مد فرانسوی سیمون پورته ژاکموس بود. او در سال ۲۰۲۱، سفیر جهانی تولیدکننده لوازم آرایش ژاپنی شیسیدو شد.
کوربرو به عنوان یک نماد مُد شناخته می‌شود و با لباس «تِـرِسا هلبیگ» خود که یک شکاف جانبی داشت و پای او را در معرض دید قرار می‌داد، در سی امین جوایز گویا سر و صدا ایجاد کرد. او شایعات مربوط به بی‌اشتهایی عصبی خود را رد کرده و هیکل خود را نتیجهٔ یک رژیم غذایی سالم و انواع مختلف ورزش از جمله پیلاتس می‌داند.
کوربرو اصالتاً یک کاتالان است اما نظر خاصی در مورد استقلال‌طلبی کاتالان ندارد. پس از نتیجه همه‌پرسی استقلال کاتالونیا در سال ۲۰۱۷، او در توییتی نوشت که از خشونت پلیس متعاقب آن «دل‌شکسته شده‌است».
کوربرو در ماه مه ۲۰۱۸، به لطف موفقیت جهانی سریال تلویزیونی خانه کاغذی، با بیش از ۵ میلیون دنبال‌کننده، پرطرفدارترین سلبریتی اسپانیایی در اینستاگرام شد. او در حال حاضر بیش از ۲۲ میلیون دنبال کننده دارد.وی از سکسی ترین بازیگران و مدل های جهان است. 

## فعالیت‌های خیرخواهانه
کوربرو یک فمینیست است. در سال ۲۰۱۸، او در یک ویدیو به نفع قانونی شدن سقط جنین در کشور آرژانتین شرکت کرد. کوربرو یکی از بنیانگذاران شرکت «ئیماس» (Ymas) است، گروهی از هنرمندان که به مردم اجازه می‌دهد در نخستین نمایش فیلم‌ها، پشت صحنهٔ آنها و موارد دیگر حضور یابند.
کوربرو در چندین کارزار آگاهی از سرطان پستان با بازیگران دیگری چون بلانکا سوآرس و کلارا لاگو شرکت کرده‌است. او همچنین از طریق همکاری با «بنیاد آترس‌مدیا» خود را به سرطان‌های دوران کودکی متعهد ساخته‌است.
کوربرو همچنین از پلت‌فرم رسانه‌ای خود برای افزایش آگاهی در مورد تغییرات اقلیمی استفاده می‌کند و یکی از اعضای هیئت داوران چهارمین دوره جشنواره فیلم «وی آرت واتر» (We Art Water) بود. در سال ۲۰۲۰، او در کارزار «سامانه را دوباره بسازید» (#REInventaElSistema) شرکت کرد که به ابتکار سازمان غیردولتی صلح سبز برای افزایش آگاهی در مورد تغییرات آب و هوایی پس از دنیاگیری کووید-۱۹، در کنار شخصیت‌هایی سرشناسی همچون مانند انسان‌شناس جین گودال، آلخاندرو سانز و النا آنایا راه‌اندازی شد.

## زندگی شخصی
کوربرو از سال ۲۰۰۹ تا ۲۰۱۱ با بازیگر اسپانیایی «ایسرائل رودریگِس» و به مدت پنج ماه در سال ۲۰۱۱ با تنیس‌باز اسپانیایی فلیسیانو لوپز و از سال ۲۰۱۳ تا ۲۰۱۶ با مدل اسپانیایی آندرس بلنکوسو در رابطه بود.
ووی از سال ۲۰۱۶ با بازیگر آرژانتینی چینو دارین که در مجموعهٔ تلویزیونی سفارت با او آشنا شده بود، در ارتباط است.

## گزیدهٔ نقش‌آفرینی‌ها

### سینما
- وقایع‌نگاری یک اراده (۲۰۰۷)
- پارک اِلسینور (۲۰۱۱)
- تجربه فراطبیعی سه‌بعدی (۲۰۱۱)
- اسلایدها (۲۰۱۱)
- بعد از مهمانی (۲۰۱۳)
- جنایت با منظره‌ای از دریا (۲۰۱۳)
- چه کسی بامبی را کشت؟ (۲۰۱۳)
- ابری با احتمال بارش کوفته‌قلقلی ۲ (۲۰۱۳) - صداپیشه
- سر در گم (۲۰۱۵)
- شب‌زنده‌داری دخترانه (۲۰۱۵)
- رازهای زیبایی (۲۰۱۵)
- تاج شکسته (۲۰۱۶)
- زندگی پنهان جانوران خانگی (۲۰۱۶) - صداپیشه
- فیلم شکلک (۲۰۱۷) - صداپیشه
- زمان پروژه. بخش اول: کلید (۲۰۱۷)
- عروسک وودو (۲۰۱۷)
- درخت خون (۲۰۱۸)
- برچسب سیاه (۲۰۱۸)
- چشمان مار: منشأ جی.آی. جو (۲۰۲۱)
- سرقت (۲۰۲۴)

### تلویزیون
- آینه شکسته (۲۰۰۲)
- وِندِلپلا (۲۰۰۶–۲۰۰۵)
- شمارش معکوس (۲۰۰۷)
- مدرسه شبانه‌روزی (۲۰۰۷)
- فیزیک یا شیمی (۲۰۱۱–۲۰۰۸)
- ۱۴ آوریل، جمهوری (۲۰۱۹–۲۰۱۱)
- پرواز خواهم کرد (۲۰۱۲) - تله‌فیلم
- ماریو کُنده، روزهای شکوه (۲۰۱۳)
- شراب کهنه (۲۰۱۳)
- ایزابل (۲۰۱۴)
- با الاغ در آسمان (۲۰۱۴)
- لنگرانداخته (۲۰۱۵)
- بانو با رخپوش سیاه (۲۰۱۵)
- سفارت (۲۰۱۶)

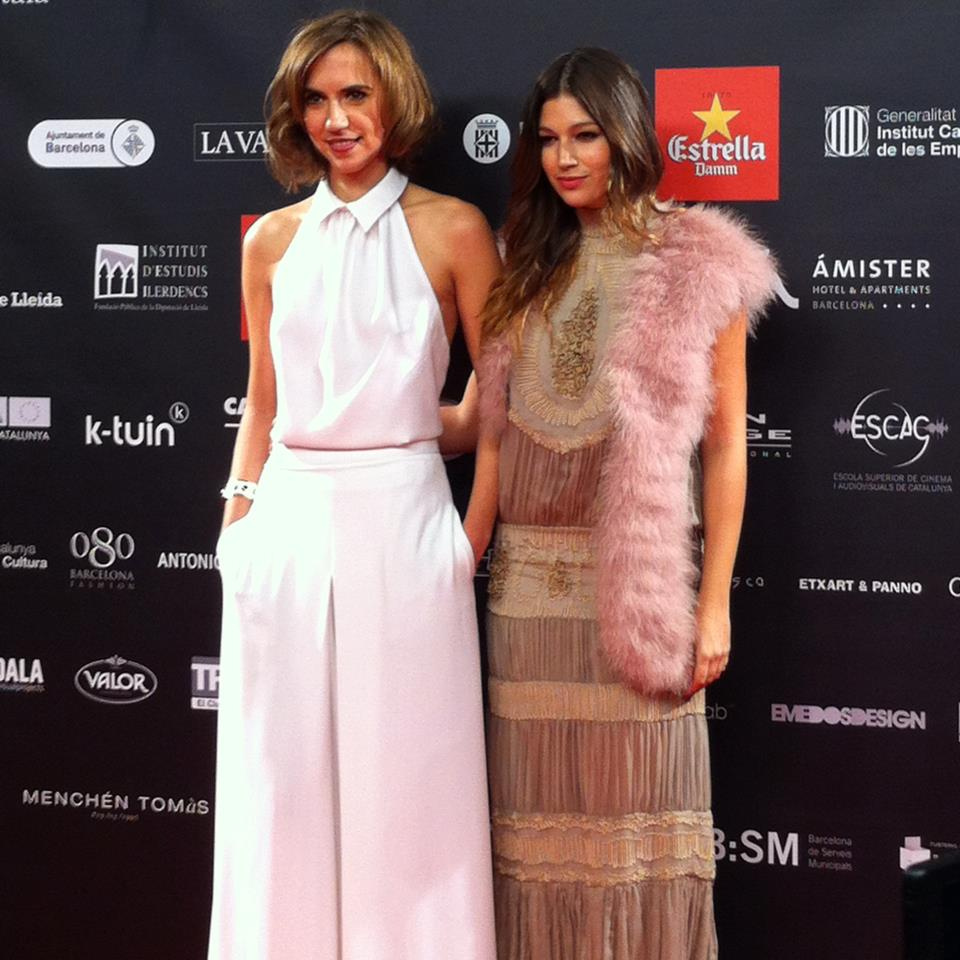
اورسولا کوربرو (راست) در کنار آئینا کلوتت در سال ۲۰۱۳

- چه اتفاقی برای خورخه سانس افتاد؟ (۲۰۷)
- خانه کاغذی (۲۰۲۱–۲۰۱۷)
- قاپ‌زنی (۲۰۱۸)
- پاکیتا سالاس (۲۰۱۹)
- جسد در آتش (۲۰۲۳)
- جنگ ستارگان: دیدگاه‌ها (۲۰۲۳) - صداپیشه

## نامزدی‌ها و جوایز
| سال  | جایزه                                | شاخه                                   | اثر                | نتیجه    |
| ---- | ------------------------------------ | -------------------------------------- | ------------------ | -------- |
| ۲۰۰۹ | لا دنومیناسیون دِ اوریخن دلا مانچا    | جوان سال                               | فیزیک یا شیمی      | برنده    |
| ۲۰۱۰ | برترین‌های گلامور (مجله)              | بهترین بازیگر جدید زن                  | فیزیک یا شیمی      | برنده    |
| ۲۰۱۱ | کاپیتال                              | بهترین بازیگر زن                       | فیزیک یا شیمی      | برنده    |
| ۲۰۱۴ | چهل و هفتمین دورهٔ جشنواره فیلم سیتخس | روح رام‌نشدنی                           | خودش               | برنده    |
| ۲۰۱۴ | جوایز منز هلث                        | زن سال                                 | خودش               | برنده    |
| ۲۰۱۵ | فستیوال فیلم آلیکانته                | جایزه افتخار و دلگرمی                  | خودش               | برنده    |
| ۲۰۱۵ | جوایز هواداران نئوکس ۲۰۱۵            | بهترین بازیگر زن                       | شب‌زنده‌داری دخترانه | نامزدشده |
| ۲۰۱۷ | پنجمین دوره جوایز مجموعهٔ MiM         | بهترین بازیگر درام زن                  | خانه کاغذی         | نامزدشده |
| ۲۰۱۸ | پنجمین دورهٔ جوایز فروس               | بهترین بازیگر زن در یک سریال تلویزیونی | خانه کاغذی         | نامزدشده |
| ۲۰۱۸ | جوایز ای‌تی‌وی                         | بهترین بازیگر زن                       | خانه کاغذی         | برنده    |
| ۲۰۱۸ | بیستمین دورهٔ جوایز ایریس             | بهترین بازیگر زن                       | خانه کاغذی         | برنده    |
| ۲۰۲۰ | هفتمین دورهٔ جوایز پلاتینو            | بهترین بازیگر زن                       | خانه کاغذی         | نامزدشده |